# Tara Fitzgerald
Tara Anne Cassandra Fitzgerald (nascida em 18 de setembro de 1967) é uma atriz britânica que apareceu em filmes, televisão, rádio e teatro. Ela ganhou o prêmio New York Drama Desk de Melhor Atriz em uma Peça em 1995 como Ophelia em Hamlet. Ela ganhou o Prêmio de Melhor Atriz no Festival Internacional de Televisão de Reims em 1999 por seu papel de Lady Dona St Columb em Frenchman's Creek. Fitzgerald apareceu na produção do West End de The Misanthrope no Comedy Theatre, e em A Doll's House de Henrik Ibsen no Donmar Warehouse. Desde 2007, Fitzgerald apareceu em mais de 30 episódios da série de televisão da BBC Waking the Dead e desempenhou o papel de Selyse Baratheon na série da HBO Game of Thrones.

## Infância
Fitzgerald é filha do artista Michael Callaby e da fotógrafa irlandesa Sarah Geraldine Fitzgerald. Ela passou parte de sua infância nas Bahamas, onde seu avô materno dirigia um escritório de advocacia. Sua irmã, Arabella, nasceu lá. Após o retorno da família à Inglaterra quando ela tinha três anos, os pais de Fitzgerald se separaram e sua mãe se casou com o ator Norman Rodway. Ela tem uma meia-irmã deste casamento, Bianca Rodway. Seu pai, Callaby, morreu quando ela tinha 11 anos. Sua tia-avó era a atriz Geraldine Fitzgerald; outros primos da família Fitzgerald são a romancista irlandesa Jennifer Johnston e a atriz irlandesa Susan Fitzgerald.

## Carreira

### Filmes
Após sua graduação no Drama Centre London, Fitzgerald apareceu como filha de uma rainha da beleza na comédia Hear My Song (1991). Ela chamou a atenção internacional em 1993, quando estrelou com Hugh Grant na comédia australiana Sirens. O filme rendeu a Fitzgerald uma indicação ao Australian Film Institute de Melhor Atriz em Papel Principal. Dois anos depois, ela apareceu novamente com Grant na comédia The Englishman who Went up a Hill but Came down a Mountain. Fitzgerald apareceu em um fluxo constante de filmes independentes durante as décadas de 1990 e 2000, entre eles A Man of No Importance (1994), Brassed Off (1996), o drama piloto tcheco de caça da Segunda Guerra Mundial Dark Blue World (2001) e o Drama de 2004, Secret Passage (título no Reino Unido: The Lion's Mouth), ambientado durante a Inquisição Espanhola. Em 2006, ela apareceu em In a Dark Place, e, em 2014, ela interpretou Miriam em Exodus: Gods and Kings.
Fitzgerald decidiu expandir sua carreira para a direção depois de ficar frustrada com o que ela viu como uma falta de papéis interessantes para atrizes mais velhas. Ela foi um dos 12 cineastas selecionados para o esquema Microondas 2015 da Film London, que oferece treinamento e orientação para cineastas que então apresentam suas ideias para um painel que seleciona as duas melhores ideias para produção, com orçamentos de £150.000 cada.

### Palco
O primeiro grande papel de palco de Fitzgerald veio em 1992, quando ela apareceu ao lado de Peter O'Toole em Our Song no Apollo Theatre. Ela tem alternado entre palco e tela por quase duas décadas, com papéis frequentes no teatro. Em 1995, ela estrelou como Ophelia in Hamlet no Almeida Theatre de Londres, que a levou a sua estreia nos palcos americanos. A produção atravessou o Atlântico e fez mais de 90 apresentações na Broadway, no Teatro Belasco.
Desde então, ela interpretou Antigone em uma turnê nacional no Reino Unido e Blanche Du Bois em A Streetcar Named Desire de Tennessee Williams no Bristol Old Vic e apareceu em A Doll's House no Donmar Warehouse. Fitzgerald também apareceu em The Misanthrope, de Molière, em 2009, no Comedy Theatre (agora o Pinter). Ela apareceu em The Winters Tale no RSC em 2013, interpretou Lady Macbeth no teatro Globe de Shakespeare e apareceu em Gaslight no Royal and Derngate Theatre em 2015.

### Televisão
Um veterano de mais de vinte programas de televisão e minisséries, Fitzgerald retratou heroínas vitorianas e modernos detetives da polícia. Seu primeiro papel na TV foi na produção da BBC de 1991, The Black Candle, ambientada em Yorkshire na década de 1880. Em 1992, ela foi apresentada em The Camomile Lawn. Após seu sucesso no cinema, ela conseguiu seu primeiro papel principal em um filme para a televisão, The Vacillations of Poppy Carew. Ela ganhou o prêmio de Melhor Atriz no Festival Internacional de Televisão de Reims de 1999 pela história de amor de fantasias e piratas Frenchman's Creek. Em 2006, ela foi apresentada em The Virgin Queen, antes de assumir o papel da Dra. Eve Lockhart em Waking The Dead, juntando-se ao elenco em 2007. Ela também teve um papel recorrente em Game of Thrones, interpretando Selyse Baratheon. Em 2020, Tara Fitzgerald desempenhou o papel de Lady Templemore na série ITV Belgravia, um drama histórico baseado no romance de 2016 de mesmo nome de Julian Fellowes.

## Vida pessoal
Em 2001, Fitzgerald casou-se com o ator-diretor americano John Sharian, que a dirigiu no curta-metragem The Snatching of Bookie Bob . Eles se separaram em maio de 2003 e depois se divorciaram.
Fitzgerald mora em Londres.

## Filmografia

### Filmes
| Ano  | Título                                                     | Papel                          | Notas |
| ---- | ---------------------------------------------------------- | ------------------------------ | --- |
| 1991 | Hear My Song                                               | Nancy Doyle                    | Filme recebeu o Prêmio de Melhor Comédia no British Comedy Awards                                                   |
| 1993 | Sirens                                                     | Estella Campion                | Indicação ao Australian Film Institute de Melhor Atriz em Papel Principal                                           |
| 1993 | Galleria                                                   | Marie                          | Primeiro papel de ficção científica                                                                                 |
| 1994 | A Man of No Importance                                     | Adele Rice                     | |
| 1995 | The Englishman Who Went Up a Hill But Came Down a Mountain | Elizabeth aka Betty de Cardiff | |
| 1996 | Brassed Off                                                | Gloria Mullins                 | |
| 1998 | Conquest                                                   | Daisy MacDonald                | Filmado em Saskatchewan                                                                                             |
| 1998 | The Snatching of Bookie Bob                                | Silk                           | Curta de 19 minutos dirigido por John Sharian, com quem Fitzgerald se casou em 2001                                 |
| 1999 | New World Disorder                                         | Kris Paddock                   | Filmado no Luxemburgo                                                                                               |
| 1999 | Childhood                                                  | Ange                           | Filmado em lugaress de Moscou                                                                                       |
| 2000 | Rancid Aluminium                                           | Masha                          | |
| 2001 | Dark Blue World                                            | Susan Whitmore                 | Título tcheco: Tmavomodrý svět                                                                                      |
| 2003 | I Capture the Castle                                       | Topaz Mortmain                 | Filme venceu o Prêmio do Público no Festival Internacional de Cinema Film de Sea                                    |
| 2004 | Five Children and It                                       | Mãe                            | Filme ganhou Crystal Heart Award no Heartland Film Festival                                                         |
| 2004 | The Lion's Mouth                                           | Clara                          | Título dos EUA: Passagem Secreta                                                                                    |
| 2006 | In a Dark Place                                            | Sra. Grose                     | Baseado na novela de Henry James The Turn of the Screw                                                              |
| 2014 | Êxodo: Deuses e Reis                                       | Miriam                         | |
| 2015 | Child 44                                                   | Inessa Nesterov                | |
| 2015 | Lendas do Crime                                            | Sra. Shea                      | |
| 2015 | We Are Happy                                               | Rachel                         | Curta-metragem de 17 minutos escrito por Matt Winn e James Handel Dirigido por Matt Winn Em memória de Sylvia Brown |
| 2016 | Una                                                        | Andrea                         | |
| 2019 | The Runaways                                               | Maggie                         | |
| 2019 | The King                                                   | Hooper                         | |

### Televisão
| Ano       | Título                                            | Papel                  | Notas                                                               |
| --------- | ------------------------------------------------- | ---------------------- | ------------------------------------------------------------------- |
| 1991      | The Black Candle                                  | Victoria Mordaunt      | Baseado no livro de Catherine Cookson                               |
| 1992      | Six Characters in Search of an Author             | Emily                  | Adaptação da BBC dirigido por Bill Bryden                           |
| 1992      | The Camomile Lawn                                 | Young Polly            | Baseado no livro de Mary Wesley                                     |
| 1992      | Anglo-Saxon Attitudes                             | Young Dollie Stokesay  | BAFTA TV Award Best Drama Serial                                    |
| 1994      | Fall from Grace                                   | Catherine Pradier      | Drama da Segunda Guerra Mundial baseado no livro de Larry Collins   |
| 1994      | Cadfael: The Leper of St. Giles                   | Iveta de Massard       | Episódio 103, Livro 5 de Cadfael                                    |
| 1995      | The Vacillations of Poppy Carew                   | Poppy Carew            | Baseado no livro The Vacillations of Poppy Carew por Mary Wesley    |
| 1996      | The Tenant of Wildfell Hall                       | Helen Graham           | Baseado no livro The Tenant of Wildfell Hall por Anne Brontë        |
| 1997      | The Woman in White                                | Marian Fairlie         | Nomeada para o BAFTA TV Award Best Drama Serial                     |
| 1997      | The Student Prince                                | Grace                  | Título EUA: The Prince of Hearts                                    |
| 1998      | Frenchman's Creek                                 | Dona, Lady St. Columb  | Ganhou Best Actress em 1999 Reims International Television Festival |
| 1998      | Little White Lies                                 | Beth Marsh             | Produzido pela BBC                                                  |
| 1999      | In the Name of Love                               | Zoe Walters            | Thriller dirigido por Ferdinand Fairfax                             |
| 2003      | Love Again                                        | Monica Jones           | Dirigido por Susanna White                                          |
| 2003      | Murder in Mind                                    | Liz Morton             | Temporada 3, Episódio 1, Echoes                                     |
| 2004      | Agatha Christie's Marple: The Body in the Library | Adelaide Jefferson     |                                                                     |
| 2005      | Rose and Maloney                                  | Annie Sorensen-Johnson | Temporada 2, Episódio 2 (No.2.2)                                    |
| 2005      | Like Father Like Son                              | D.I. Harkness          |                                                                     |
| 2006      | Jane Eyre                                         | Mrs. Reed              | Distribuído pelo BBC One                                            |
| 2006      | The Virgin Queen                                  | Kat Ashley             | Título EUA: Elizabeth I: The Virgin Queen                           |
| 2007      | Waking the Dead                                   | Dr. Eve Lockhart       | 32 episódios, temporadas 6 a 9, 2007–2011                           |
| 2009      | U Be Dead                                         | Debra Pemberton        | ITV drama baseado no Maria Marchese stalker case                    |
| 2011      | The Body Farm                                     | Eve Lockhart           | BBC drama                                                           |
| 2013–2015 | Game of Thrones                                   | Selyse Baratheon       | Baseado em A Song of Ice and Fire livro de George R. R. Martin      |
| 2014      | In the Club                                       | Susie                  | BBC drama                                                           |
| 2014      | The Musketeers                                    | Marie de Medici        | Episódio: "The Exiles"                                              |
| 2016      | Death in Paradise                                 | Anouk Laban            | Episódio 5,6                                                        |
| 2017      | Strike                                            | Tansy Bestigui         | 3 episódios                                                         |
| 2018      | Requiem                                           | Sylvia Walsh           | 6 episódios                                                         |
| 2018      | Origin                                            | Xavia Grey             | Episódio: "The Road Not Taken"                                      |
| 2018      | The ABC Murders                                   | Lady Hermione Clarke   | Série de TV                                                         |
| 2020      | Tangled The Series                                | Zhan Tiri (voice)      | Episódio: "Plus est en Vous"                                        |
| 2020      | Belgravia                                         | Lady Templemore        | Série de TV                                                         |

### Teatro
| Ano  | Título                   | Papel           | Teatro                                              |
| ---- | ------------------------ | --------------- | --------------------------------------------------- |
| 1992 | Our Song                 | Angela Caxton   | Apollo Theatre (Londres) e tour pelo Reino Unido    |
| 1995 | Hamlet                   | Ofélia          | Teatro Almeida (Londres) Teatro Belasco (Nova York) |
| 1999 | Antigone                 | Antigone        | Old Vic, Yvonne Arnaud Theatre, Oxford Playhouse    |
| 2000 | A Streetcar Named Desire | Blanche Du Bois | Bristol Old Vic                                     |
| 2004 | A Doll's House           | Nora Helmer     | Tour pelo Reino Unido                               |
| 2004 | Clouds                   | Mara Hill       | Tour nacional do Reino Unido                        |
| 2005 | And Then There Were None | Vera Claythorne | Teatro Gielgud                                      |
| 2009 | A Doll's House           | Christine Lyle  | Donmar Warehouse                                    |
| 2009 | The Misanthrope          | Marcia          | Teatro de Comédia                                   |
| 2011 | Broken Glass             | Sylvia Gellburg | Teatro Vaudeville                                   |
| 2013 | The Winter's Tale        | Hermione        | Globe Theatre Londres e turnê pelo Reino Unido      |
| 2019 | Shipwreck                |                 | Teatro Almeida, Londres                             |
| 2019 | Prism                    | Nicola/Katie    | Tour pelo Reino Unido                               |
| 2020 | Women Beware women       | Livia           | Sam Wanamaker Playhouse, Londres                    |

### Jogos eletrônicos
| Ano  | Título                                | Papel                     | Notas |
| ---- | ------------------------------------- | ------------------------- | ----- |
| 2018 | World of Warcraft: Battle for Azeroth | Rainha Mia Greymane (voz) |       |
| 2019 | Anthem                                | Vozes adicionais (voz)    |       |